# اچ‌ام‌اس کارکاس (۱۷۵۹)
اچ‌ام‌اس کارکاس (۱۷۵۹) (به انگلیسی: HMS Carcass (1759)) یک کشتی بود که طول آن ۹۱ فوت ۸ اینچ (۲۷٫۹۴ متر) بود. این کشتی در سال ۱۷۵۹ ساخته شد.